# Martin Büscher
Martin E. H. Büscher (* 1957) ist ein deutscher Wirtschaftsethiker und ehemaliger Professor an der Universität Bielefeld.

## Leben
Von 1978 bis 1987 studierte Büscher Wirtschaftswissenschaften und Evangelische Theologie an den Universitäten Köln, Freiburg und Heidelberg. Als erster Wirtschaftswissenschaftler war er Stipendiat des Lutherischen Weltbundes (LWF) an der University of Zimbabwe (1985–1986). Nach der Promotion 1987 zum Dr. rer. pol. an der Universität Freiburg war er von 1988 bis 1995 wissenschaftlicher Mitarbeiter und zuletzt Vizedirektor am Institut für Wirtschaftsethik der Universität St. Gallen (IWE-HSG). Als Post-Doc-Stipendiat des Schweizerischen Nationalfonds (SNF) wirkte er 1990/1991 an der Harvard University und am Institut für Weltwirtschaft und Internationale Beziehungen (IMEMO) in Moskau. Nach der Habilitation für Wirtschafts- und Sozialethik an der Universität St. Gallen im Jahr 1995 war er als Studienleiter und Direktor der Industrie- und Sozialarbeit der Evangelischen Kirche von Westfalen (EKvW) tätig.
Ab 2008 war Büscher Professor für Wirtschaftswissenschaften mit Schwerpunkt Wirtschafts- und Unternehmensethik am Institut für Diakoniewissenschaft und Diakoniemanagement (IDM) der Kirchlichen Hochschule Wuppertal Bethel und von Dezember 2017 bis 2020 deren Rektor. Seit der Integration des (IDWM) in die Universität Bielefeld zum 1. Oktober 2021 war er Direktor des Instituts.
2014 initiierte Büscher in Kooperation mit dem Ökumenischen Rat der Kirchen (WCC) in Genf die Ecumenical School for Governance, Economics and Management (GEM-School), als deren Dekan er von 2015 bis 2018 fungierte.
Seit Mai 2023 ist Büscher im Ruhestand. Er ist weiterhin ehrenamtlich tätig und mit Edgar Wehmeier Gründer einer Agentur für Wertorientierung in der Wirtschaft.

## Schriften (Auswahl)
- Afrikanische Weltanschauung und ökonomische Rationalität. Geistesgeschichtliche Hintergründe des Spannungsverhältnisses zwischen Kultur und wirtschaftlicher Entwicklung. Freiburg im Breisgau 1988, ISBN 3-448-01863-5.
- Marktwirtschaft und kontextuelle Ökonomie. Wirtschaftsethische Grundlagen zur Weiterentwicklung der Ordnungspolitik. Wiesbaden 2000, ISBN 3-8244-0508-3.
- mit Hanswalter Bohlander: Werte im Unternehmensalltag erkennen und gestalten. München 2004, ISBN 3-87988-841-8.
- mit Hans De Geer, Domingo Garcia Marzá: Integrating the Ethical Perspective. Methods, Cases, Levels in Business and Management. München 2005, ISBN 3-87988-962-7.
- Marktwirtschaft als politische Gestaltungsaufgabe. Ethische Dimensionen einzel- und gesamtwirtschaftlicher Ökonomie. Marburg 2008, ISBN 978-3-89518-682-0.
- mit Michael Quante: Discovering, reflecting and balancing values. Ethical management in vocational education training. München 2014, ISBN 3-86618-873-0.
- Diakonische Unternehmen multirational führen, Grundlagen – Kontroversen –Potentiale, Bd. 10 Schriftenreihe Diakoniewissenschaft und Diakoniemanagement, Nomos Verlag Baden-Baden 2017. (Hrsg. mit Beate Hofmann) ISBN 978-3-8487-6343-6.
- International Handbook on Ecumenical Diaconia.. Ed. mit Godwin Ampony, Beate Hofmann, Félicité Ngnintedem, Dennis Solon, Dietrich Werner, Regnum Books Oxford 2021. ISBN 978-1-913363-91-8.
- mit Dierk Starnitzke und Jens Rannenberg: Wertegeleitete Unternehmensführung – Empirie und Theorie diakonischer und privatwirtschaftlicher Unternehmen. Bd. 15 Schriftenreihe Diakoniewissenschaft | Diakoniemanagement, NOMOS-Verlag, Baden-Baden 2020, ISBN 978-3-8487-6343-6 (Print), ISBN 978-3-7489-0450-2 (ePDF).

## Trivia
Büscher ist verheiratet und hat drei erwachsene Söhne. Er ist ebenfalls Schwiegersohn des bereits verstorbenen Landessozialpfarrers und Arbeitslosenbeauftragten der Evangelischen Kirche in Deutschland Eduard Wörmann.